# Галл (Квебек)

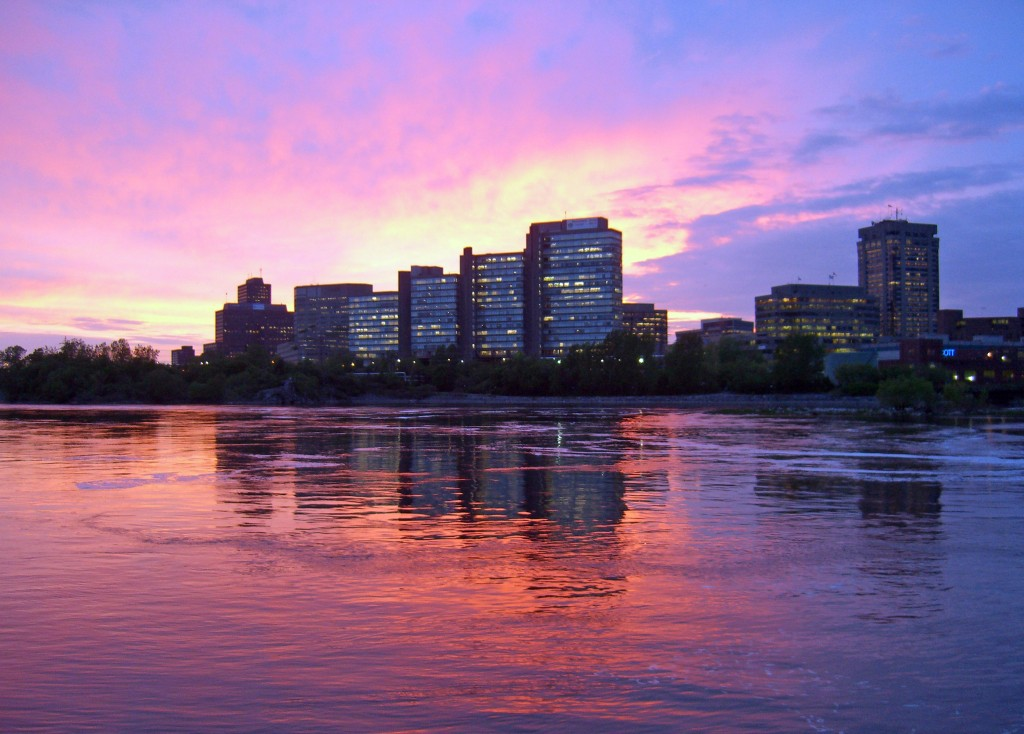
Вид на Галл із сусідньої Оттави

Галл (фр. Hull [ʏll]) — у минулому окреме місто, а наразі центральна та найстаріша частина міста Гатіно в провінції Квебек, Канада. Знаходиться відповідно на західному та північному берегах річок Гатіно та Оттава прямо навпроти канадської столиці Оттави. Тут, як у частині Національного столичного регіону, розташовані офіси близько двадцяти тисяч державних службовців містить. Свою назву отримав на від англійського міста Кінгстон-апон-Галл.
Галл як частина Гатіно лежить в межах квебекського регіону Оттава; назва Гатіно сама по собі іноді використовується по відношенню до переважно приміської території колишнього міста Гатіно на східному березі однойменної річки, отже, Галл у цьому випадку мовець на увазі не має.

## Історія

### Рання історія

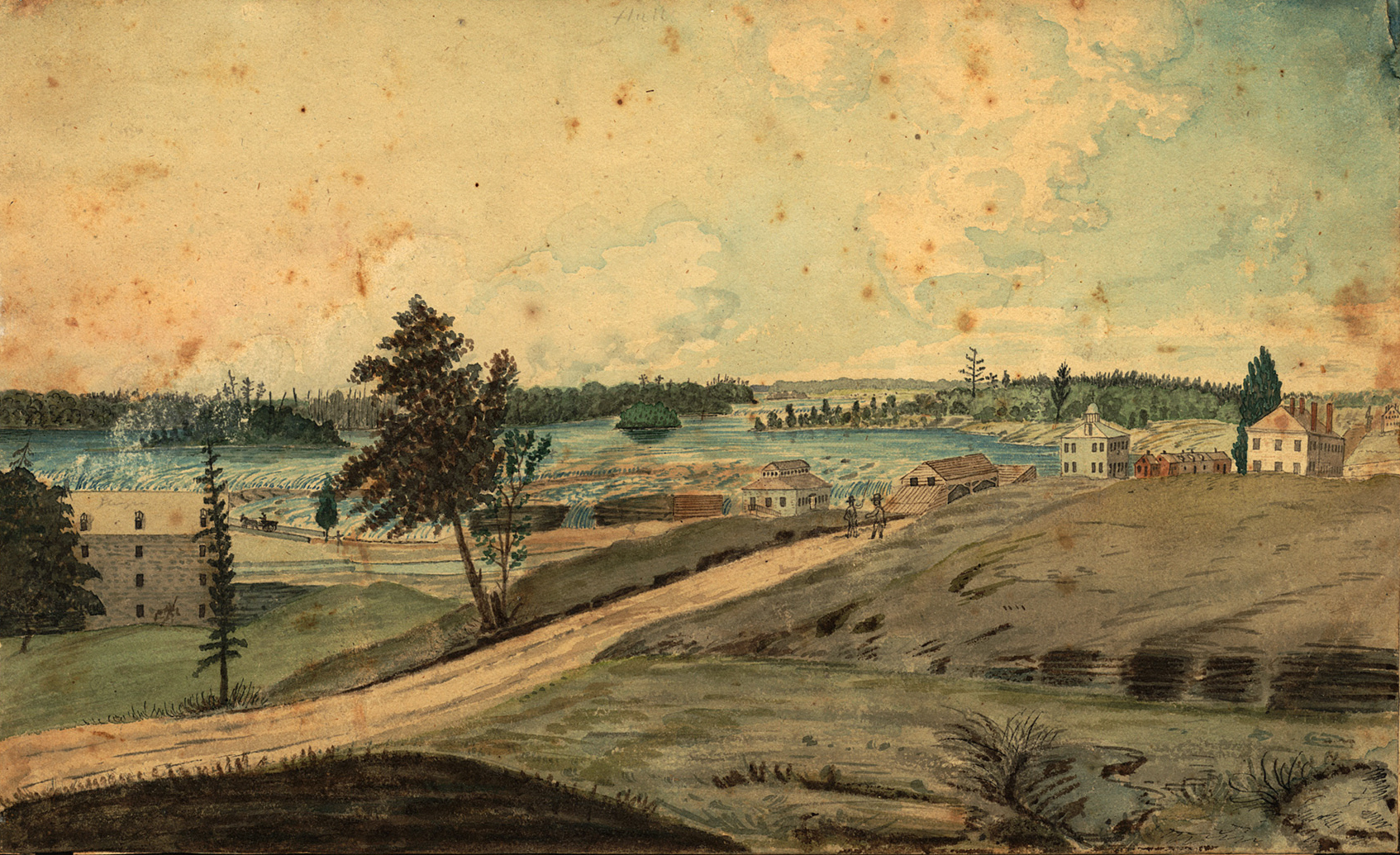
Галл на картині Томаса Берроуза, 1830

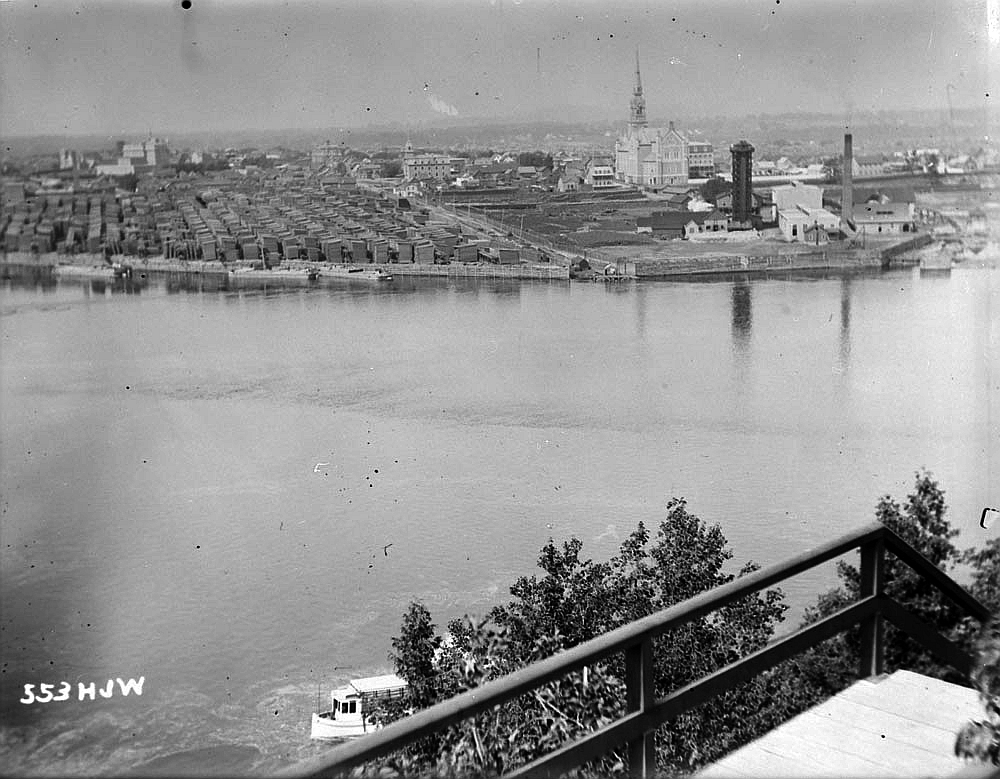
Вид на Галл з Оттави, 1896

Зворотний бік наразі вилученої з обігу канадської 1-доларової банкноти

Галл є колишнім муніципалітетом у провінції Квебек та місцезнаходженням найстарішого нетубільного поселення в Національному столичному регіоні. Його було засновано 1800 року фермером та підприємцем Філемоном Райтом на північному березі річки Оттава при волоку навколо Шодьєрського водоспаду вгору по течії від того місця, де річки Гатіно та Рідо впадають до Оттави. Райт привіз свою родину, п'ять інших сімей та двадцять п'ять чорноробів, плануючи заснувати сільськогосподарську громаду на доти дикій незаселеній місцині. Однак згодом він та його родина вирішили скористатися з багатих ресурсів деревини, відтак зайнялися лісозаготівлею та почали розбудовувати лісове господарство. Початково місце поселення Райта та його послідовників дістало назву Райтвілл (або іноді Райтсвілл чи Райтстаун), яка збереглася до сьогодні як назва околиці Галла.
Річка Гатіно, так само як і річка Оттава, стали прихистком для лісосплавів (фр. draveur), що використовували річку для транспортування колод від лісозаготівель вниз по течії. Річка Гатіно тече на південь, впадаючи до Оттави, яка в свою чергу вливається до річки Святого Лаврентія далі на сході біля Монреалю. Вид з Галлу на вкриту колодами річка Оттава було зображено на зворотному боці канадської купюри номіналом $1 до її заміну відповідною монетою 1987 року. Лісосплав на річці, що поступово втрачав значення, остаточно припинився декілька років пізніше.
Від першого поселення 1800 року нічого не збереглося. Центр міста, район Вьйо-Галл (фр. Vieux-Hull) жахливою пожежею 1900 року, яка також знищила оригінальну споруду Шодьєрського мосту, що потім був перебудований, аби сполучити Оттаву з Галлом через острів Вікторії.

## Населення
Останній перепис населення, який Галл зустрів як самостійне місто, тобто до злиття з Гатіно навколишніх муніципалітетів 2002 року, відбувся 2001 року. Згідно його результатів, населення Галлу налічувало 66 246 осіб, з яких 80 відсотків розмовляли французькою як першою мовою, 9 відсотків складали англомовні квебекці.

## Економіка
Більшість працездатного населення сучасного Галлу зайнято на різних роботах у федеральному та провінційному урядах. Тут розташовані відповідні департаменти та представництва державних органів. Політика федерального уряду з розподілу робочих місць в ньому між обома берегами річки Оттава призвела до побудови в 1970-1980-х роках у Галлі декількох масивних офісних хмарочосів. Дві паперові фабрики досі зберігають певні виробничі потужності в центрі міста. Тут також знаходиться одне казино, а також Канадський музей історії, прямо навпроти Парламентського пагорбу. Галл вважається культурним центром регіону.